# ジュリー・クラリー
マリー・ジュリー・クラリー（Marie Julie Clary, 1771年12月26日 - 1845年4月7日）は、ジョゼフ・ボナパルトの妻である。妹はスウェーデン王カール14世ヨハン（ジャン＝バティスト・ベルナドット）の妃デジレ・クラリー。

## 生涯
マルセイユの裕福な絹商人エティエンヌ・クラリー（Etienne Clary、1725年 - 1794年）と、その2番目の妻フランソワーズ・ロゼ（Françoise Rose Somis、1737年 - 1815年）との娘として出生。1794年8月1日、ナポレオン・ボナパルトの兄ジョゼフと結婚した。夫がナポリ王（1806年）、スペイン王（1808年）に即位したのに伴い、王妃となった。
2人の間には、3人の娘が生まれた（1人は夭逝）。
- ジュリー・ジョゼフィーヌ（Julie Joséphine Bonaparte、1796年）
- ゼナイード・レティシア・ジュリー（Zénaïde Laetitia Julie Bonaparte、1801年 - 1854年）
- シャルロット・ナポレオーヌ（Charlotte Napoléone Bonaparte、1802年 - 1839年）